# Cappello da prete
Cappello da prete (auch: cappello del prete) ist eine italienische Art Kochwurst aus Reggio Emilia, die in eine Hülle aus dünner Schwarte vom Hals des Schweins eingenäht ist. Sie hat ihren Namen von ihrer Form, die wie ein „Priesterhut“ aussieht, der drei Ecken hat. Die Wurstfüllung ist ähnlich wie die der Zampone.
Traditionell war cappello da prete ein Nebenprodukt bei der Produktion des Culatello, von welchem die Reste dieses Schinkens und andere Abschnitte mit etwas Fett und Schwarte verwendet wurden.
Bei den industriellen Versionen wird auch entbeintes Kopffleisch verwendet. Das Produkt wird einige Stunden lang an einem warmen Ort aufgehängt, dann gekocht und möglichst frisch gegessen. Bologna hat eine ähnliche Version namens Bondiola, die in ein rautenförmiges Schwartenpaket eingenäht ist. Cappello da Prete ist auch eine italienische Bezeichnung für ein Schulterstück vom Rind.